# Lyngby-Taarbæk Kommune
Lyngby-Taarbæk Kommune eller Lyngby-Tårbæk Kommune er en kommune i den nordlige del af Storkøbenhavn, og hører under Region Hovedstaden.
Kommunen består af bydelene Kongens Lyngby, Ulrikkenborg, Taarbæk, Virum, Sorgenfri, Lundtofte og Hjortekær.

## Historie
Kommunen opførte i 1899 en kommunebygning til administrationen i Åstræde på hjørnet at Lyngby Kirkestrædet ved Lyngby Kirke.
Omkring dette tidspunkt var sognerådsformanden den konservative Emil Piper.
En anden af datidens kendte sognerådsmedlemmer var kredslæge Johan Lemche.
I 1906 blev kommunen delt i to sogne: Lyngby Sogn og Taarbæk Sogn.
Indtil 1909 hed kommunen "Lyngby Sogneråd", men da Taarbæk ønskede at løsrive sig, blev navnet ændret til Lyngby-Taarbæk.
Årene forinden i 1907 havde sognerådet besluttet at bygge en ny dyr skole ved Lyngby, Engelsborgskolen, til erstatning for en forholdsvis ny skole i Bondebyen.
Taarbæk havde en gammel forfalden skole og store skatteindtægter fra rige ejere af Taarbæks landsteder.
Konflikten om skolerne var anledning til Taarbæks ønske om udskillelse, og navneændringen var et forsøg på at gøre det sværere for Taarbæk at løsrive sig.
Efter navneændring fik Taarbæk en ny skole, som blev taget i brug i 1914.
Kommunen havde da 8.760 indbyggere, heraf 4.852 i Lyngby og næsten 1.200 i Taarbæk.
I 1941 fik kommunen ny administrationsbygning med indvielse af den buede bygning på Lyngby Torv, og der blev indrettet ældreboliger i den gamle bygning i Aastræde.
Mellem 1950 og 1954 var Cavlingprisvinderen og den senere boligminister, Aage Hastrup, medlem af kommunalbestyrelsen for Det Konservative Folkeparti.
I forbindelse med Kommunalreformen i 2007 forblev kommunen selvstændig.

## Bydele
| Kommunens bydele |                |                   |
| Nr               | By             | Indbyggere (2018) |
| 1                | Virum          | 14.454            |
| 2                | Kongens Lyngby | 12.214            |
| 3                | Ulrikkenborg   | 9.919             |
| 4                | Sorgenfri      | 6.479             |
| 5                | Lundtofte      | 6.210             |
| 6                | Hjortekær      | 5.199             |
| 7                | Taarbæk        | 1.498             |

## Institutioner
Lyngby-Taarbæk kommune er inddelt i 9 skoledistrikter: Engelsborgskolen, Fuglsanggårdskolen, Hummeltofteskolen, Kongevejens Skole, Lindegårdsskolen, Lundtofte Skole, Trongårdsskolen, Taarbæk Skole og Virum Skole.
I 2013 lå otte af Lyngbys skoler i den bedre halvdel i liste over danske skolers undervisningseffekter.
Flere privatskoler ligger i kommunen: Billums Skole ligger ved Buddingevej og har 134 elever i klasser fra 0. til 10;
Lyngby Private Skole, der ligger centralt i Lyngby mellem Jernbanevej og Lyngby Hovedgade, har cirka 450 elever.
På Toftebæksvej ligger Sankt Knud Lavard Skole, der er en af de 22 katolske privatskoler i Danmark. Den tilbyder undervisning fra børnehaveklasse til 9. klasse, og forældrene kan vælge at lade deres barn følge katolsk eller protestantisk undervisning.
I voksne- og ældreområdet er Lyngby-Taarbæk Kommune delt op i seks administrative områder hvert med sit områdecenter: Virumgård, Solgården, Bredebo, Lyngby Møllebo på Lyngby Hovedgade, Baunehøj, Lystoftebakken.
Foruden disse områdecentre finde Demenscenter Borrebakken på Caroline Amalie Vej, Træningsenheden på Bauneporten og Lokalcenter Lykkens Gave på Fuglevadsvej.
I 2011 var plejen hos Områdecenter Virumgård planlagt til at komme i udbud.
Centret er det største i kommune med 114 boliger foruden 78 tilknyttede boliger.
Kommunen er blandt støtterne til det rytmiske spillested Templet ved Lyngby Station.
Kommune har betalt 7,5 millioner årligt for leje af Lyngby Kulturhus på Klampenborgvej.
Kulturhuset benyttes til musik- og teaterforestillinger og foredrag.

## Politik
Kommunen er usædvanlig, da den i 60 år havde et samarbejde mellem Det Konservative Folkeparti og Socialdemokratiet,
den såkaldte Lyngby-model, som begyndte, da den konservative Paul Fenneberg overtog borgmesterposten i 1950.
Efter kommunalvalget i 2009 blev dette samarbejde brudt.
Fra 2010 hedder borgmesteren Søren P. Rasmussen fra Venstre. Der er 21 medlemmer af kommunalbestyrelsen, og der er nedsat i alt 7 syv stående udvalg: Byplanudvalget, Børne- og Ungdomsudvalget, Kultur- og Fritidsudvalget, Social- og Sundhedsudvalget, Teknik- og Miljøudvalget, Udviklings- og Strategiudvalget og Økonomiudvalget.

### Kommunalbestyrelsen 2006-2009
Foruden to lokallister – Lyngby-Taarbæk Listen og Borgerlisten – stillede de landsdækkende partier op til kommunalvalget i 2005: Socialdemokraterne, Det Radikale Venstre, De Konservative, Centrum-Demokraterne, SF, Kristendemokraterne, Dansk Folkeparti, Venstre, Enhedslisten.
Lyngby-Taarbæk Kommune havde med 44 % en af landets højeste andele af kvindelige kandidater til dette kommunalvalg.
Mandaterne blev med virkning fra 2006 fordelt således:
- 5 fra Socialdemokratiet
- 2 fra Det Radikale Venstre
- 7 fra De Konservative
- 2 fra SF
- 1 løsgænger (i 2005 valgt for Dansk Folkeparti).
- 4 fra Venstre

Sidst i 2007 kom kommunen under national bevågenhed, da Berlingske Tidende rapporterede om forholdene på kommunens plejehjem. En tredjedel af plejehjemsboligerne blev da betegnet som utidssvarende. Flere værelser på områdecenter Baunehøj var på blot 12 kvadratmeter og uden bad og toilet. Avisen kunne også oplyse, at 152 patienter havde ventet sammenlagt 1.814 dage i første halvår af 2007 på at blive udskrevet fra hospitaler, fordi kommunen manglede plejehjemspladser.

### Kommunalbestyrelsen 2010-2013
Ved kommunalvalget i 2009 gik SF og Venstre væsentligt frem, mens både Det Konservative Folkeparti og Socialdemokratiet fik så få stemmer, at de sammen ikke længere havde flertal.
Det var forventet, at oppositionen, der gik under navnet LYNGBYversion2009, kunne tage borgmesterposten med Venstres Søren P. Rasmussen i spidsen.
Under den dramatiske valgnat valgte De Konservative og Socialdemokraterne at bryde de andre partiers sammenhold ved overraskende at tilbyde SF'eren Hans Henrik Madsen borgmesterposten.
Medlemmerne af Det Konservative Folkeparti var dog ikke enige. Sofia Osmani var imod beslutningen om at gøre en SF'er til borgmester, men manøvren ville sikre De Konservative tre lønnede udvalgsposter.
Dagen efter brød De Konservative dog aftalen og gik uden Socialdemokratiet sammen med Venstre, De Radikale og Dansk Folkeparti og sikrede sig borgmesterposten til den daværende borgmester Rolf Aagaard-Svendsen.
På det konstituerende møde i Lyngby-Taarbæk Kommune 1. december 2009 foreslog Socialdemokraterne imidlertid Søren P. Rasmussen fra Venstre som kommende borgmester, og da Rasmussen således havde et flertal bag sig han blev byens nye borgmester fra 1. januar 2010.
Mandaterne blev med virkning fra 2010 fordelt således:
- 4 fra Socialdemokratiet: Simon Pihl Sørensen (1. viceborgmester), Bodil Kornbek, Liss Kramer Mikkelsen, Lone Schou-Hansen.
- 2 fra Det Radikale Venstre: Trine Nebel Schou, Henrik Brade Johansen.
- 4 fra De Konservative: Sofia Osmani, Lene Kaspersen, først Rolf Aagaard-Svendsen,[30] derefter fra 2012 Mette Schmidt Olsen
- 4 fra SF: Hans Henrik Madsen, Dorete Dandanell, Morten Normann Jørgensen, Søren Hoby Andersen
- 1 fra Dansk Folkeparti: Curt Købsted
- 6 fra Venstre: Søren P. Rasmussen, Birgitte Hannibal, Anne Körner, Paul Knudsen, Gitte Kjær-Westermann, Jørn Moos

I september 2010 forlod Jørn Moos den konservative gruppe og blev løsgænger, således at der derefter kun var tre konservative medlemmer af kommunalbestyrelsen.
Ved Kommunalvalget 2013 opstillede han for partiet Venstre.
Udligningsreformen, som regeringen og Enhedslisten forhandlede på plads i 2012, ville ifølge kommunen koste Lyngby-Tårbæk 41 millioner kroner ekstra om året.
Reformen blev da også udsat for kritik fra kommunen.
Blandt de emner, som skabte debat hos kommunalbestyrelsens medlemmer, var Ring 3 Letbane og store udviklingsprojekter blandt andet byggeriet ved Kanalvej.
Den foreslåede letbane ville binde Lyngby sammen med Ishøj og områderne imellem, men samtidig ville det betyde en betydelig udgift for kommunen.
Oprindeligt var der bred enighed blandt partierne om støtte af letbaneprojektet, men da økonomien i projektet blev klarere, begyndte de konservative at trække støtten.

### Kommunalbestyrelsen 2014–2017
I efteråret 2013 vedtog kommunalbestyrelsen, at deres arbejde skulle digitaliseres med virkning fra 2014, hvor papir skulle afskaffes, og medlemmerne ville få iPad eller computer.
Ved Kommunalvalget tirsdag den 19. november 2013 opstillede de seks allerede repræsenterede partier, det vil sige, Socialdemokratiet, Det Konservative Folkeparti, Dansk Folkeparti, Venstre, Socialistisk Folkeparti.
Derudover opstillede partiet "De lokale i Lyngby-Taarbæk" (D), Liberal Alliance (I), Lyngby-Taarbæks Liberale Liste (H), Enhedslisten (Ø) og Lokallisten med Elisabeth Stage.
Partierne gik sammen i fire valgforbund: Socialdemokratiet med De lokale i Lyngby-Taarbæk; De Konservative med Liberal Alliance; Venstre med den Liberale liste og Dansk Folkeparti; og Socialistisk Folkeparti med Enhedslisten.
Alle partier opstillede sideordnet, med undtagelse af Dansk Folkeparti og Enhedslisten der havde partiliste.
Den tidligere konservative borgmester opstillede ikke. I stedet fremførte De Konservative Sofia Osmani som borgmesterkandidat.
For Venstre opstillede foruden borgmester Søren P. Rasmussen blandt andre Jakob Engel-Schmidt og Jørn Moos.
Blandt andre kandidater var SF's tidligere Folketingsmedlem Hanne Agersnap.
I alt 41.819 af kommunens borgere var stemmeberettigede, og 30.947 valgte at stemme ved et af de 10 afstemningsområder. Stemmeprocenten blev opgivet til 74.
Ved valget gik SF betydeligt tilbage og mistede et godt stykke over halvdelen af deres stemmer i forhold kommunalvalget i 2009.
Det Konservative Folkeparti gik frem, mens Venstre gik tilbage.
Den konservative spidskandidat Sofia Osmani satte sig på borgmesterposten,
mens den socialdemokratiske Simon Pihl Sørensen blev første viceborgmester og SF's Morten Normann Jørgensen anden viceborgmester.
I 2016 fraflyttede Jørgensen kommunen, hvilket betød, at Hanne Agersnap overtog posten.

### Borgmestre
| Navn                  | Parti                       | Periode                                    |
| --------------------- | --------------------------- | ------------------------------------------ |
| Emil Piper            | Højre                       | 1892 - 1913 (Sognerådsformand)             |
| Johan Wilmann         | Socialdemokratiet           | 1913 - 1928 (Sognerådsformand)             |
| Ingvar Nørgaard       | Socialdemokratiet           | 1928 - 1950 (Sognerådsformand)             |
| Paul Fenneberg        | Det Konservative Folkeparti | 1950 (Sognerådsformand 1950 - 1951) - 1972 |
| Ole Harkjær           | Det Konservative Folkeparti | 1973 - 1987                                |
| Kai Aage Ørnskov      | Det Konservative Folkeparti | 1987 - 31. december 2001                   |
| Rolf Aagaard-Svendsen | Det Konservative Folkeparti | 1. januar 2002 - 31. december 2009         |
| Søren P. Rasmussen    | Venstre                     | 1. januar 2010 - 31. december 2013         |
| Sofia Osmani          | Det Konservative Folkeparti | 1. januar 2014 -                           |

Bemærkning/note. Ifølge en bestemmelse fra 1849 gik statens og den offentlige sektors regnskabsår fra 1. april til 31. marts hvert år. Som følge af en lov, der blev vedtaget af Folketinget i 1976, følger regnskabsåret i den offentlige sektor fra og med 1. januar 1979 kalenderåret fra 1. januar til 31. december. Fra og med 1937 blev der afholdt valg på samme tid til kommuner og amtskommuner. Før da var amtsrådene valgt for en 6-årig periode, og valgene til amtsrådene foregik i april. Kommunal- og amtsrådsvalgene umiddelbart før 1. januar 1979 fandt sted i marts måned, og de valgte politikeres embedsperiode begyndte samme år, nemlig fra 1. april måneden umiddelbart efter valget til 31. marts valgperioden ud. Den sidste valgperiode fra 1. april var 1. april 1978 til 31. december 1981 (3 år og 9 måneder). Valget til næste embedsperiode fandt sted tirsdag den 17. november 1981, og valgperioden begyndte året efter, nemlig fra 1. januar 1982 til 31. december 1985 med kommunal- og amtsrådsvalg tirsdag den 19. november 1985. Borgmestre kan dog have haft en kortere embedsperiode på grund af sygdom, død, pensionering eller fraflytning. Valgloven af 20. april 1908 gav kvinder stemmeret til og valgbarhed ved kommunal- og sognerådsvalg. Der var først frie og lige valg til amtsråd for alle statsborgere uanset indkomst i 1935. Før var det kun velhavende og relativt velhavende (middelklassen og overklassen), der kunne stemme til amtsrådsvalg. Ved sognerådsvalget 12. marts 1909 blev Gerda Mundt indvalgt i Lyngby-Taarbæk sogneråd som opstillet på en borgerlig liste, og blev genvalgt i 1913 men forlod sognerådet i 1914, da hun flyttede til København.

### Mandatfordeling
| 5 | 8 |

| 12 |

| 7 | 6 |

| 11 | 2 |

| 7 | 5 | 1 |

| 10 | 3 |

| 8 | 5 |

| 10 | 3 |

| 7 | 5 | 1 |

| 11 | 2 |

| 7 | 5 | 1 |

| 11 | 2 |

| 7 | 5 | 1 |

| 11 | 2 |

| 8 | 5 |

| 11 | 2 |

| 8 | 7 |

| 13 |

| 8 | 7 |

| 13 |

| 6 | 8 | 1 |

| 12 | 3 |

| 6 | 9 |

| 12 | 3 |

| 5 | 10 |

| 11 | 4 |

| 4 | 11 |

| 12 | 3 |

| 4 | 1 | 9 | 1 |

| 11 | 4 |

| 6 | 2 | 10 | 1 |

| 14 | 5 |

| 6 | 1 | 7 | 2 | 1 | 1 | 3 |

| 16 | 5 |

| 6 | 1 | 10 | 1 | 1 | 1 | 1 |

| 14 | 7 |

| 6 | 1 | 10 | 1 | 1 | 2 |

| 14 | 7 |

| 6 | 1 | 10 | 2 | 1 | 1 |

| 13 | 8 |

| 5 | 1 | 10 | 2 | 1 | 1 | 1 |

| 12 | 9 |

| 5 | 1 | 8 | 2 | 4 | 1 |

| 9 | 12 |

| 5 | 1 | 8 | 2 | 1 | 4 |

| 9 | 12 |

| 5 | 1 | 7 | 2 | 1 | 5 |

| 10 | 11 |

| 5 | 2 | 7 | 2 | 1 | 4 |

| 12 | 9 |

| 4 | 2 | 4 | 4 | 1 | 6 |

| 10 | 11 |

| 5 | 1 | 5 | 2 | 1 | 1 | 5 | 1 |

| 12 | 9 |

| 4 | 2 | 10 | 2 | 2 | 1 |

| 12 | 9 |

| 2 | 2 | 11 | 1 | 3 | 1 | 1 |

| 12 | 9 |

| 2 | 2 | 11 | 2 | 1 | 1 | 1 | 1 |

| 11 | 10 |

Bemærkning/note. Valgene fra og med 1981 finder sted den 3. tirsdag i november. Kommunalvalg 2001, som fandt sted 20. november 2001, var sammenfaldende med Folketingsvalget 2001. Derfor den høje stemmeprocent. Tabellen viser kun valgresultaterne, ikke eventuelle frafald eller tilkomst.

### Nuværende byråd
| Navn                      | Parti                                     |
| ------------------------- | ----------------------------------------- |
| Sofia Osmani (Borgmester) | Det Konservative Folkeparti - 11 mandater |
| John Tefke                | Det Konservative Folkeparti - 11 mandater |
| Magnus Von Dreiager       | Det Konservative Folkeparti - 11 mandater |
| Charlotte Shafer          | Det Konservative Folkeparti - 11 mandater |
| Richard Sandbæk           | Det Konservative Folkeparti - 11 mandater |
| Casper Strunge            | Det Konservative Folkeparti - 11 mandater |
| Christian Winther         | Det Konservative Folkeparti - 11 mandater |
| Mette Schmidt Olsen       | Det Konservative Folkeparti - 11 mandater |
| Martin Vendel Nielsen     | Det Konservative Folkeparti - 11 mandater |
| Karsten Andersen          | Det Konservative Folkeparti - 11 mandater |
| Michael M. Jørgensen      | Det Konservative Folkeparti - 11 mandater |
| Sigurd Agersnap           | Socialistisk Folkeparti - 3 mandater      |
| Anne Grete Bülow          | Socialistisk Folkeparti - 3 mandater      |
| Karen Marie Pagh Nielsen  | Socialistisk Folkeparti - 3 mandater      |
| Simon Pihl Sørensen       | Socialdemokratiet - 2 mandater            |
| Bodil Kornbek             | Socialdemokratiet - 2 mandater            |
| Cecilie Lindahl           | Radikale Venstre - 2 mandater             |
| Gitte Kjær-Westermann     | Radikale Venstre - 2 mandater             |
| Christine Dal             | Venstre - 1 mandat                        |
| Henrik Bang               | Enhedslisten - 1 mandat                   |
| Claus Bøgh Svenningsen    | Nye Borgerlige - 1 mandat                 |

| Navn                   | Skiftet fra             | Skiftet til | Dato              |
| ---------------------- | ----------------------- | ----------- | ----------------- |
| Anne Grete Bülow       | Socialistisk Folkeparti | Moderaterne | 14. december 2023 |
| Claus Bøgh Svenningsen | Nye Borgerlige          | Løsgænger   | 24. oktober 2024  |

| Udtrådt          | Indtrådt         | Parti                       | Dato              |
| ---------------- | ---------------- | --------------------------- | ----------------- |
| Karsten Andersen | Dorte La Cour    | Det Konservative Folkeparti | 7. september 2022 |
| Sigurd Agersnap  | Niels Haxthausen | Socialistisk Folkeparti     | 4. november 2022  |

### Byrådet 2018-2021
| Navn                      | Parti                          |
| ------------------------- | ------------------------------ |
| Sofia Osmani (Borgmester) | Konservative - 10 mandater     |
| John Tefke                | Konservative - 10 mandater     |
| Richard Sandbæk           | Konservative - 10 mandater     |
| Charlotte Shafer          | Konservative - 10 mandater     |
| Mette Schmidt Olsen       | Konservative - 10 mandater     |
| Dorthe La Cour            | Konservative - 10 mandater     |
| Karsten Lomholt           | Konservative - 10 mandater     |
| Martin Vendel Nielsen     | Konservative - 10 mandater     |
| Karsten Andersen          | Konservative - 10 mandater     |
| Magnus Von Dreiager       | Konservative - 10 mandater     |
| Simon Pihl Sørensen       | Socialdemokratiet - 4 mandater |
| Bodil Kornbek             | Socialdemokratiet - 4 mandater |
| Ib Carlsen                | Socialdemokratiet - 4 mandater |
| Mette Hoff                | Socialdemokratiet - 4 mandater |
| Gitte Kjær-Westermann     | Radikale Venstre - 2 mandater  |
| Kasper Langberg           | Radikale Venstre - 2 mandater  |
| Sigurd Agersnap           | SF - 2 mandater                |
| Hanne Agersnap            | SF - 2 mandater                |
| Søren P. Rasmussen        | Venstre - 2 mandater           |
| Henriette Breum           | Venstre - 2 mandater           |
| Henrik Bang               | Enhedslisten - 1 mandat        |

| Navn            | Skiftet fra | Skiftet til | Dato            |
| --------------- | ----------- | ----------- | --------------- |
| Henriette Breum | Venstre     | Løsgænger   | 5. februar 2020 |

| Dato          | Udtrådt            | Indtrådt      | Parti               |
| ------------- | ------------------ | ------------- | ------------------- |
| 28. maj 2019  | Mette Hoff         | Silas Mudoh   | Socialdemokratiet   |
| 24. juni 2020 | Søren P. Rasmussen | Inge Sandager | Venstre / Løsgænger |

## Økonomi
Kommunen budgetterede med 3,7 milliarder kroner for 2013.
Det største område var på 1,6 milliarder kroner til social- og sundhedsvæsen, hvor tilbud til ældre og handicappede lå på 567 millioner kroner. Det var det største delområde efterfulgt at 270 millioner kroner til dagtilbud til børn og unge.
Det næststørste område var undervisning og kultur på 641 millioner kroner. I det område lå en udgift til Folkeskolen med mere på 535 millioner kroner, mens for eksempel udgiften til folkebiblioteker lå på 35 millioner kroner.

### Idræt og sport
I år 2013 anvendte Lyngby-Taarbæk Kommune kr. 1.410.000 på idræts- og sportsområdet, hvilket placerer kommunen på en 4. plads på listen over udgifter pr.
indbygger til idræt og sport. Analyse fra Dansk Idræts Forbund kunne imidlertid påvise, at der trods denne investering ikke er tilfredshed blandt de lokale idrætsforeninger i Lyngby-Taarbæk Kommune. Denne utilfredshed stod slet ikke i forhold til de økonomiske investeringer, Lyngby-Taarbæk Kommune lå således på en 69. plads ud af 93 kommuner på listen over de mest idrætsvenlige kommuner. Denne omfattende undersøgelse indbefattede en undersøgelse af de lokale foreningers samarbejde med kommunen, mulighed for faciliteter, etc. Resultatet af tilfredshedundersøgelsen fik flere lokalaviser til at offentliggøre disse kendsgerninger, herunder Det Grønne Område,
Lokalavisen (Politikens Lokal Avis) og Furesø Avis. Til de samme lokalaviser udtalte den nu afdøde formand for Fællesrepræsentationen for Idrætsforeninger i Lyngby Taarbæk Kommune (FIL), Henning Dahlfelt, at han har forståelse for utilfredsheden og oplyser, at pengeforbruget kan tilskrives de store udgifter til et enkelt projekt omkring Lyngby Stadion.

## Venskabsbyer
Lyngby-Taarbæk Kommune har en række venskabsbyer i Norden:
- Askim i Norge,
- Huddinge i Sverige,
- Vanda i Finland, som blev venskabsbyer i 1947
- Nuuk på Grønland (1965),
- Seydisfjördur på Island (1980)